# Lars Grandel
Lars Grandel, född 1750 i Skara, död 31 maj 1836 i Stockholm, var en svensk medaljgravör.
Grandel började sina konststudier vid Målar- och bildhuggarakademien och reste med offentligt stöd till Paris 1780 och 1782 vidare till Rom, där han blev kvar många år och hjälpte studerande landsmän. I juni 1794 häktades Grandel anklagad för jakobinism efter att ha hjälp en fransk officer, han frigavs inte förrän maj 1795 och förvisades då ur Kyrkostaten. Han begav sig då till Florens där han på kunglig befallning återvände hem. 
Han blev under sin frånvaro ledamot av Målar- och bildhuggarakademien 1795. 1796 blev han professor och 1799 medaljgravör vid Kungliga Myntet. 1803 blev han Målar- och bildhuggarakademiens skattmästare och var 1816–1828 dess direktör.
Han graverade bland annat jubileumsmyntet till minne av Sveriges befrielse genom Gustav Vasa 1821.